# Bo Bergman
Bo Hjalmar Bergman (ur. 6 października 1869 w Sztokholmie, zm. 17 listopada 1967 tamże) – szwedzki poeta i prozaik.
Pracował, podobnie jak jego ojciec, jako urzędnik pocztowy. W latach 1905–1939 publikował krytykę literacką i teatralną w Dagens Nyheter. W 1925 został członkiem Akademii Szwedzkiej.
Był, zwłaszcza w początkowym okresie twórczości, przedstawicielem literatury flanörskiej, głoszącej „tendencje pesymistyczne o zabarwieniu dekadenckim”; rozwój faszyzmu skłonił go ku motywowi „walki w obronie zagrożonej cywilizacji”. Inspirował się twórczością Johanna Wolfganga von Goethego, Heinricha Heinego, Vernera von Heidenstama, Gustafa Frödinga (szczególnie erotyki), Erika Axela Karlfeldta, Carla Johana Gustafa Snoilsky’ego oraz Esaiasa Tegnéra. Jego poezję cechował prosty styl. Dekadentyzm podzielał ze swoim przyjacielem Hjalmarem Söderbergiem, również pisarzem. W 1969 wydany został zbiór ich korespondencji. Bergman był agnostykiem.

## Wybrana twórczość
Opracowano na podstawie materiałów źródłowych:
- Marionetterna (zbiór poezji, 1903)
- Drömmen och andra noveller (zbiór nowel, 1904)
- Skeppet och andra noveller (zbiór nowel, 1915)
- Trots allt (zbiór poezji, 1931)
- Gamla gudar (zbiór poezji, 1939)
- Ett bokslut (powieść, 1942)
- Riket (zbiór poezji, 1944)
- Epiloger (zbiór nowel, 1946)
- Skulden (powieść, 1948)
- Stunder (zbiór poezji, 1952)
- Makter (zbiór poezji, 1962)
- Vi vandrare (powieść, 1961)
- Öden (zbiór nowel, 1963)